# First Data
First Data — американская компания, учреждённая в 1969 году, занимается обработкой операций по кредитным картам. Штаб-квартира находится в Атланте, штат Джорджия, США. До 2006 года в её состав входил крупнейший в мире оператор денежных переводов — Western Union Financial Services, Inc., но в сентябре 2006 года акции Western Union были выведены в свободное обращение. First Data работает с 4,9 млн независимых агентов (почтовыми отделениями и продовольственными магазинами) и 1 900 эмитентами кредиток. Выручка в 2006 году — $7,08 млрд, чистая прибыль — $1,51 млрд, капитализация — $20,3 млрд. В 2007 году открыто представительство компании в России.
16 января 2019 года Fiserv объявила о сделке по приобретению First Data на сумму 22 миллиарда долларов. Fiserv завершила приобретение First Data в понедельник, 29 июля 2019 г.

## История
В 1969 году в Омахе, штат Небраска, была создана Ассоциация банковских карт Средней Америки (MABA) как некоммерческий кооператив по обработке банковских карт. Два года спустя в июне 1971 года в Омахе, была основана компания First Data Resources (FDR). В 1976 году First Data стала первым оператором кредитных карт Visa и MasterCard, выпущенных банками. В 1980 году American Express Information Services Corporation (ISC) купила 80% First Data. First Data Corporation была зарегистрирована 7 апреля 1989 года.
First Data Corporation отделилась от American Express и стала публичной в 1992 году. В 1995 году компания объединилась с First Financial Management Corp. (FFMC) и затем была организована в три основных бизнес-подразделения — обслуживающих эмитентов карт, продавцов и потребителей. Western Union вошла в состав First Data в результате слияния с FFMC.
В июне 2017 года First Data запустила Fraud Detect, которая использует искусственный интеллект, аналитику кибербезопасности и информацию из «Dark Web» для выявления потенциально мошеннических транзакций. 20 октября 2017 года First Data объявила о планах приобрести BluePay, технологическую платежную систему с годовым объемом около 19 миллиардов долларов, за 760 миллионов долларов.

## Штаб-квартира
Первоначальная штаб-квартира First Data, где компания оставалась до 1992 года, находилась в Омахе, штат Небраска. Затем штаб-квартира First Data располагалась в Гринвуд-Виллидж, штат Колорадо. В 2009 году First Data объявила о переносе штаб-квартиры в Атланту. Хотя официальная штаб-квартира First Data находится в Атланте, штат Джорджия, главный исполнительный офис First Data находится в Нью-Йорке.